# Al Wilson (pilote)
Pour les articles homonymes, voir Al Wilson (homonymie) et Wilson.
Al Wilson, né le 1er décembre 1895 dans le Kentucky et mort le 5 septembre 1932 à Cleveland en Ohio, est un pilote américain, également acteur et cascadeur.

## Biographie
Né à Harrodsburg dans le Kentucky, Wilson grandit en Californie où sa famille a déménagé. Tout petit déjà il est passionné par l'aviation. 
Il commence à l'école d'aviation de Schiller en tant qu'assiant de maintenance, et commence également à se former en tant que pilote. Par la suite il devient chef instructeur pour la compagnie  American Aircraft. Après une brève période en tant que manager de Mercury Aviation Company, fondé par un de ses étudiants, Cecil B. DeMille, Wilson est de plus en plus sollicité pour ses cascades aériennes, et délaisse l'entreprise pour devenir cascadeur professionnel
Wilson travaille en équipe avec des cascadeurs tels que Frank Clarke ou Wally Timm (en), et pour des sociétés telles qu'Universal Pictures. Après de nombreuses apparitions en tant que cascadeur il commence une carrière d'acteur en 1923 avec le serial The Eagle's Talons.
Il produit ses propres films jusqu'en 1927, année où il retourne travailler pour Universal. Il a été un des pilotes du film Hell's Angels en 1930, et pendant le tournage il est impliqué dans un accident durant lequel le mécanicien Phil Jones est tué.  Cet épisode marque la fin de sa carrière en tant que cascadeur.
Pendant la compétition aérienne qui se déroule à Cleveland en 1932, son avion s'écrase et il meurt quelques jours plus tard à l'hôpital de ses blessures.
L'accident est décrit dans le film Pylon Dusters: 1932 and 1938 Air Races.

## Filmographie

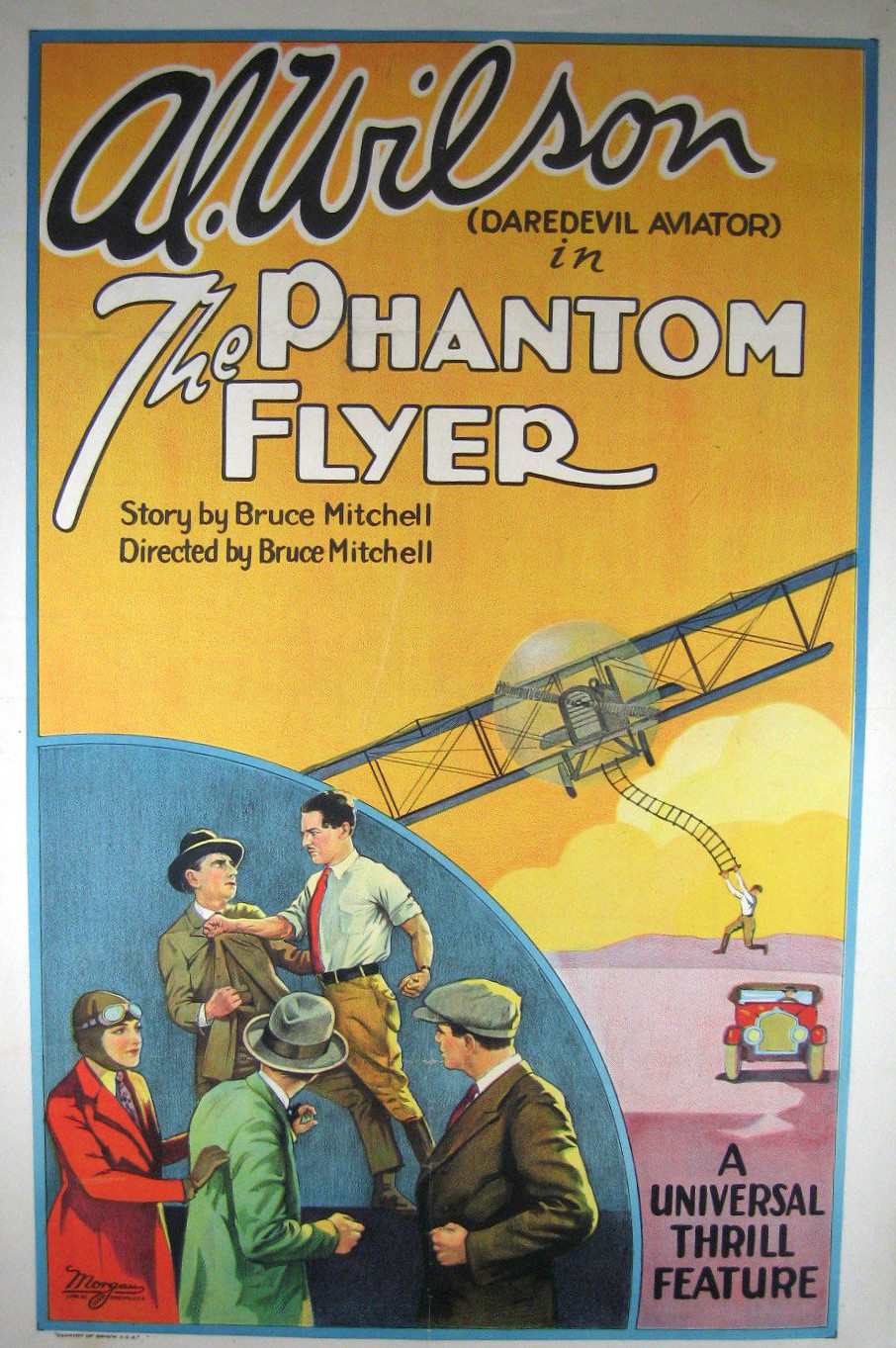
Affiche du film The Phantom Flyer.

- 1923 : The Eagle's Talons (serial)
- 1923 : The Ghost City (serial)
- 1924 : The Air Hawk (en)
- 1925 : The Cloud Rider (en)
- 1925 : The Fighting Ranger (en) (serial)
- 1925 : Flyin' Thru (en)
- 1926 : The Flying Mail (en)
- 1927 : Three Miles Up (en)
- 1927 : Sky High Saunders (en)
- 1928 : The Air Patrol
- 1928 : The Cloud Dodger (en)
- 1928 : The Phantom Flyer
- 1928 : Won in the Clouds (en)
- 1929 : The Sky Skidder (en)
- 1930 : Hell's Angels
- 1932 : The Airmail Mystery (en)

## Galerie

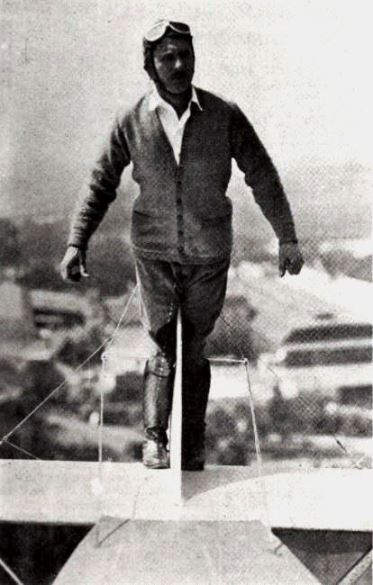
Al Wilson en 1923
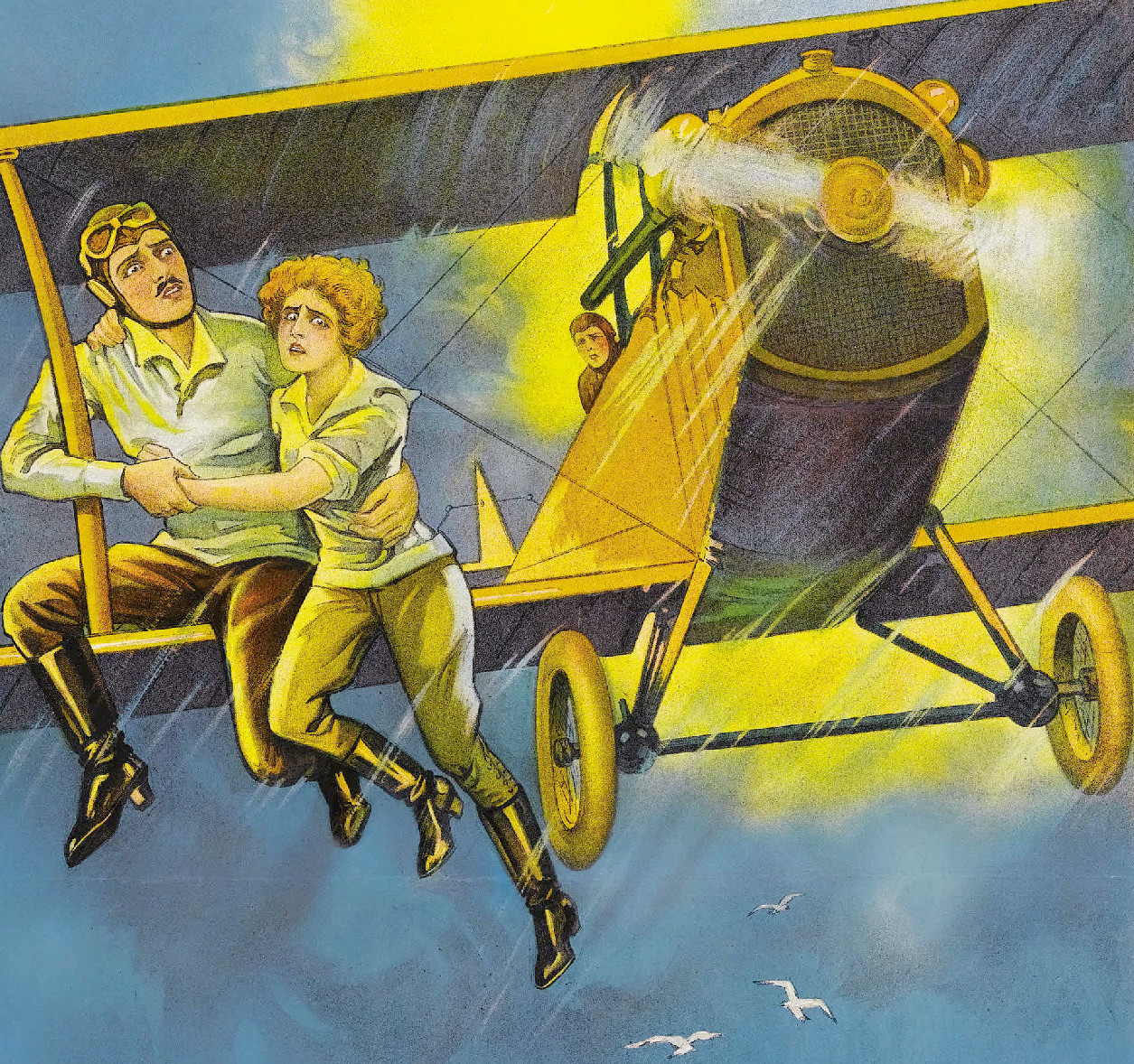
Cloud Rider (1925)
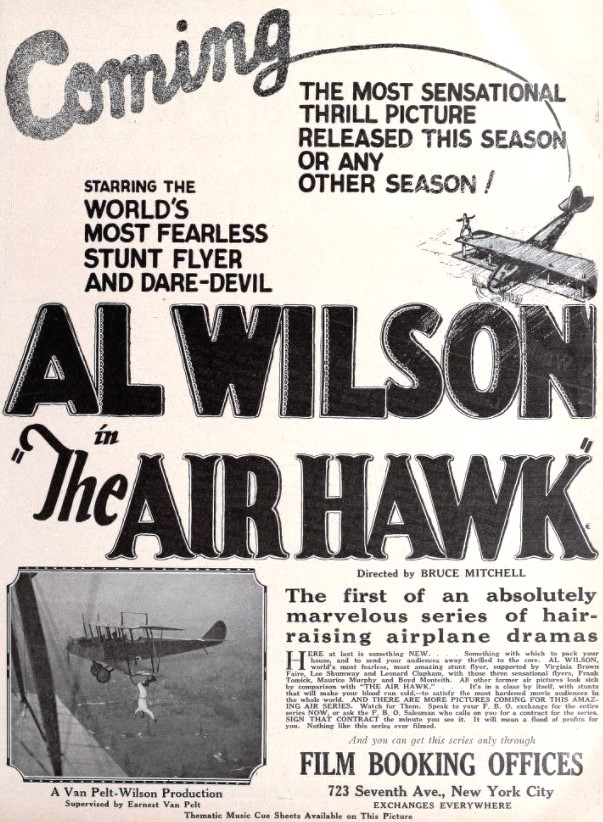
The Air Hawk (1924)
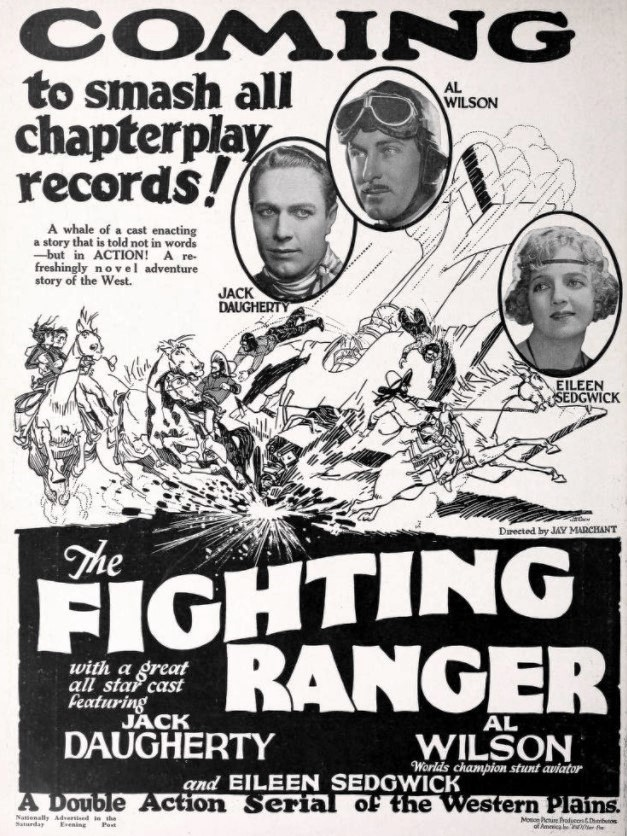
The Fighting Ranger (1925)

## Liens
- Ressource relative à l'audiovisuel :   - IMDb
- https://fr.findagrave.com/memorial/67164364/albert-peter-wilson